# Rousajärvi
Rousajärvi är en sjö i Finland. Den ligger i kommunen Enare i landskapet Lappland, i den norra delen av landet, 1 100 km norr om huvudstaden Helsingfors. Rousajärvi ligger 239 meter över havet. Arean är 42,1 hektar och strandlinjen är 6,11 kilometer lång. Sjön  ingår i Neidenälvens huvudavrinningsområde.   Omgivningarna runt Rousajärvi är i huvudsak ett öppet busklandskap.